# سجن فيصل آباد المركزي
سجن فيصل آباد المركزي (بالإنجليزية: Central Jail Faisalabad)‏ هو سجن في فيصل آباد، باكستان يقع على طريق جارانوالا على بعد حوالي 10 كيلومتر (6.2 ميل) شرق مدينة فيصل آباد.

## تاريخه
تم بناء السجن عام 1967 وتم افتتاحه بشكل رسمي في 1 يوليو 1971. تم بناؤه بهدف حبس السجناء طويلي الأمد في منطقة فيصل آباد (باستثناء ميانوالي والمناطق المجاورة) والعمل كسجن رئيسي لموظفي السجن التابعين للمنطقة. بعد إنشاء أربع مناطق سجون في إقليم البنجاب متمركزة في لاهور وراولبندي ومولتان وفيصل آباد، تم نقل دور سجن المقر الرئيسي من المشرف على السجن المركزي/سجن المقر الرئيسي فيصل آباد إلى نائب المفتش العام الإقليمي للسجون في عام 2004.

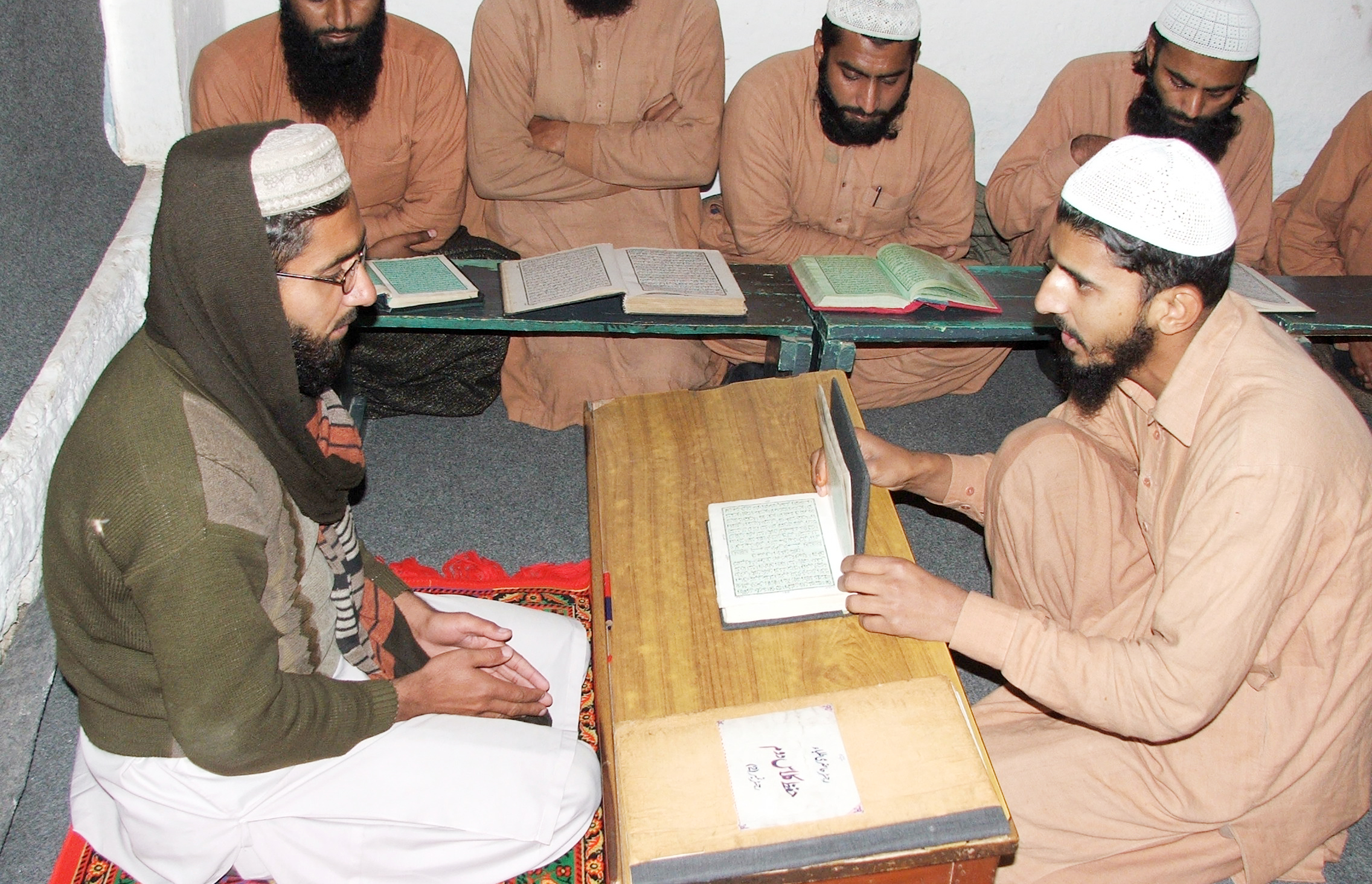
يوفر السجن التعليم، وخاصة التعليم الديني، لإصلاح المحكومين. السجناء المحكوم عليهم الذين يتلقون تعليمًا قرآنيًا في عام 2010

## غرف عائلية
تم البدء في مخطط بناء غرف عائلية، وهو مفهوم جديد تمامًا في باكستان، للسجناء المدانين لفترات طويلة في السجون الأكبر حجمًا بما في ذلك سجن فيصل آباد المركزي، في عام 2006. بعد الانتهاء من تجهيز غرف العائلة هذه، سيتم تسهيل الأمر على السجناء المحكوم عليهم بالسجن المؤبد وغيرهم من السجناء لفترات طويلة لإبقاء زوجاتهم معهم لمدة ثلاثة أيام مرة واحدة كل ربع سنة. ويتم توفير هذه المرافق بعد التحقق من حسن سلوك السجين وأفراد أسرته من قبل سلطات السجن وإدارة المنطقة والشرطة المعنية.

## صناعات السجون
تعمل الصناعات السجنية التالية في السجن لتدريب السجناء المدانين على مختلف المهن والحرف اليدوية حتى يتمكنوا من كسب لقمة العيش بعد إطلاق سراحهم، والاستفادة من عمالة السجن لصالح خزانة الدولة، وإبقاء السجناء مشغولين بمهام مفيدة.
- وحدة خياطة/تطريز زي مدير السجن
- وحدة نسيج تشادار للسجناء
- وحدة نسج ملاءات أسرة المستشفيات
- وحدة نسج بطانيات مرضى المستشفى
- وحدة حياكة السجاد
- وحدة تصنيع فينيل

يوجد في السجن 1826 سجين مدان، من بينهم 428 محكومًا عليهم بالإعدام. من بين 1082 سجين قيد المحاكمة، يعمل 682 منهم في قطاع السجون.[بحاجة لمصدر]

## معرض الصور

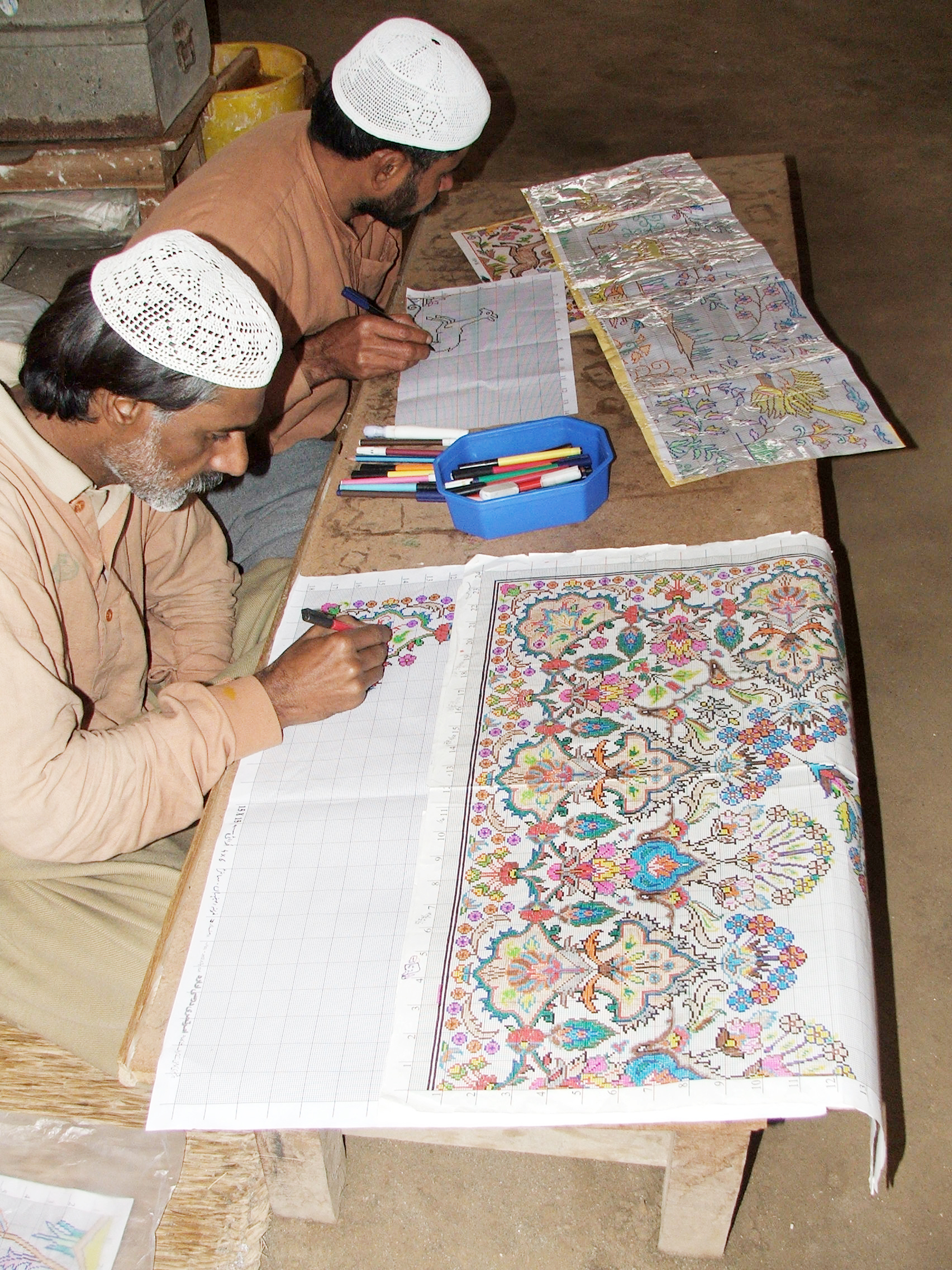
يقدم سجن فيصل آباد المركزي برامج ترفيهية للسجناء - فنانان من السجناء منشغلان برسم تصاميم السجاد على ورق الرسم البياني في ورش العمل الصناعية بالسجن، في عام 2010
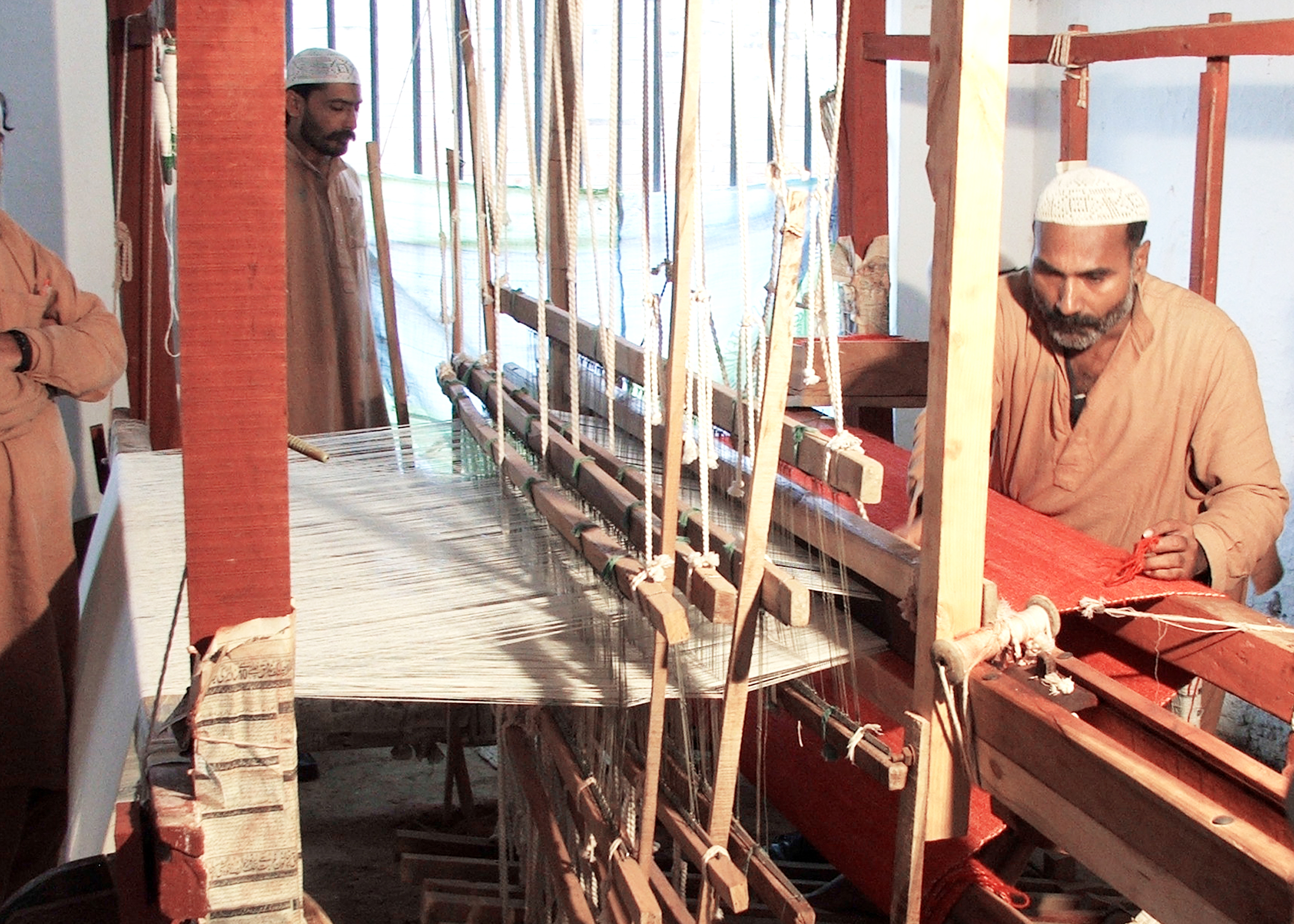
سجين محكوم عليه تم تدريبه على النسج أثناء الحبس، وهو ينسج بطانية حمراء تستخدم في مستشفيات السجون على نول يدوي تقليدي في عام 2010.
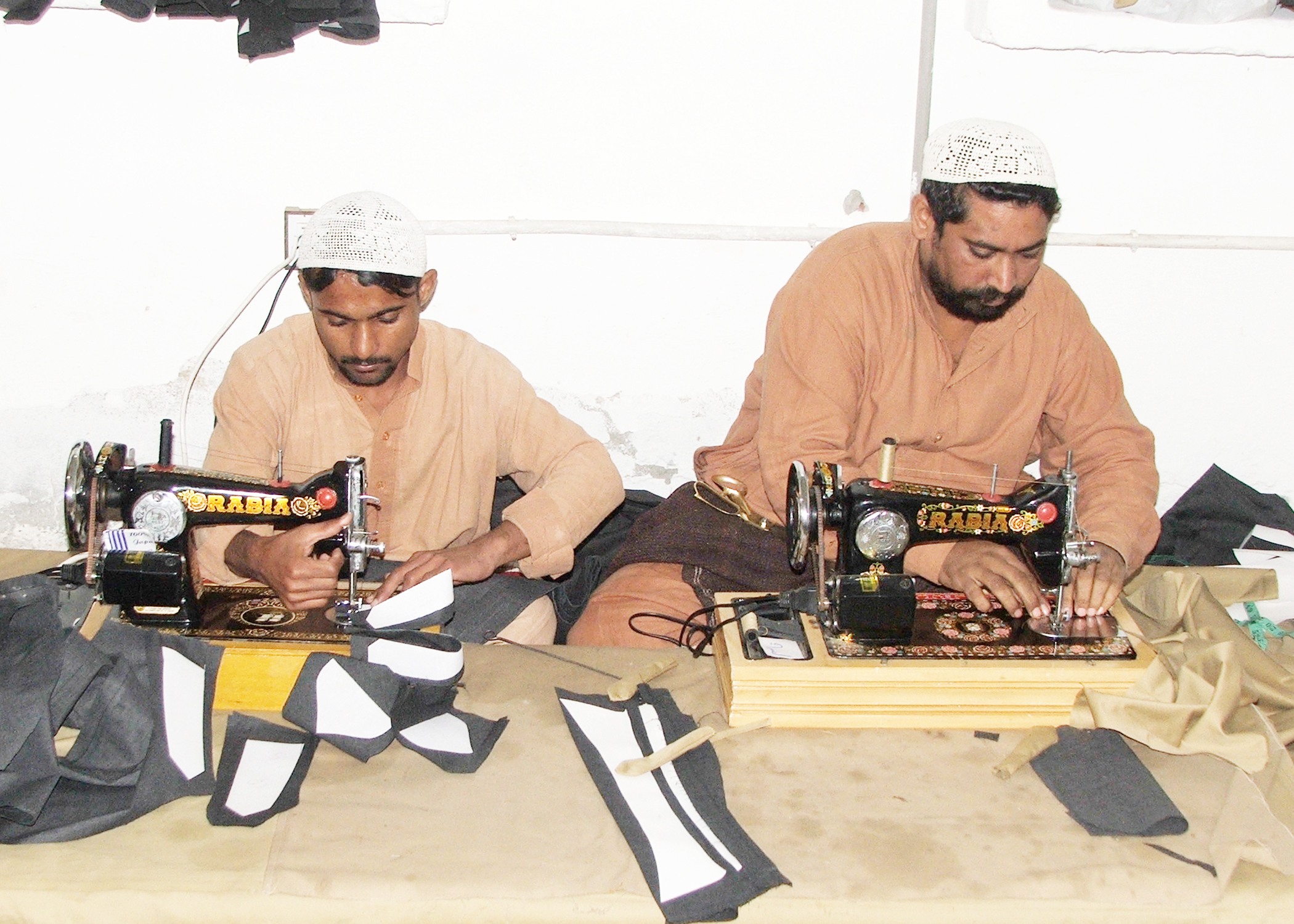
السجناء المحكومون يتعلمون فن الخياطة وخياطة الملابس أثناء الحبس
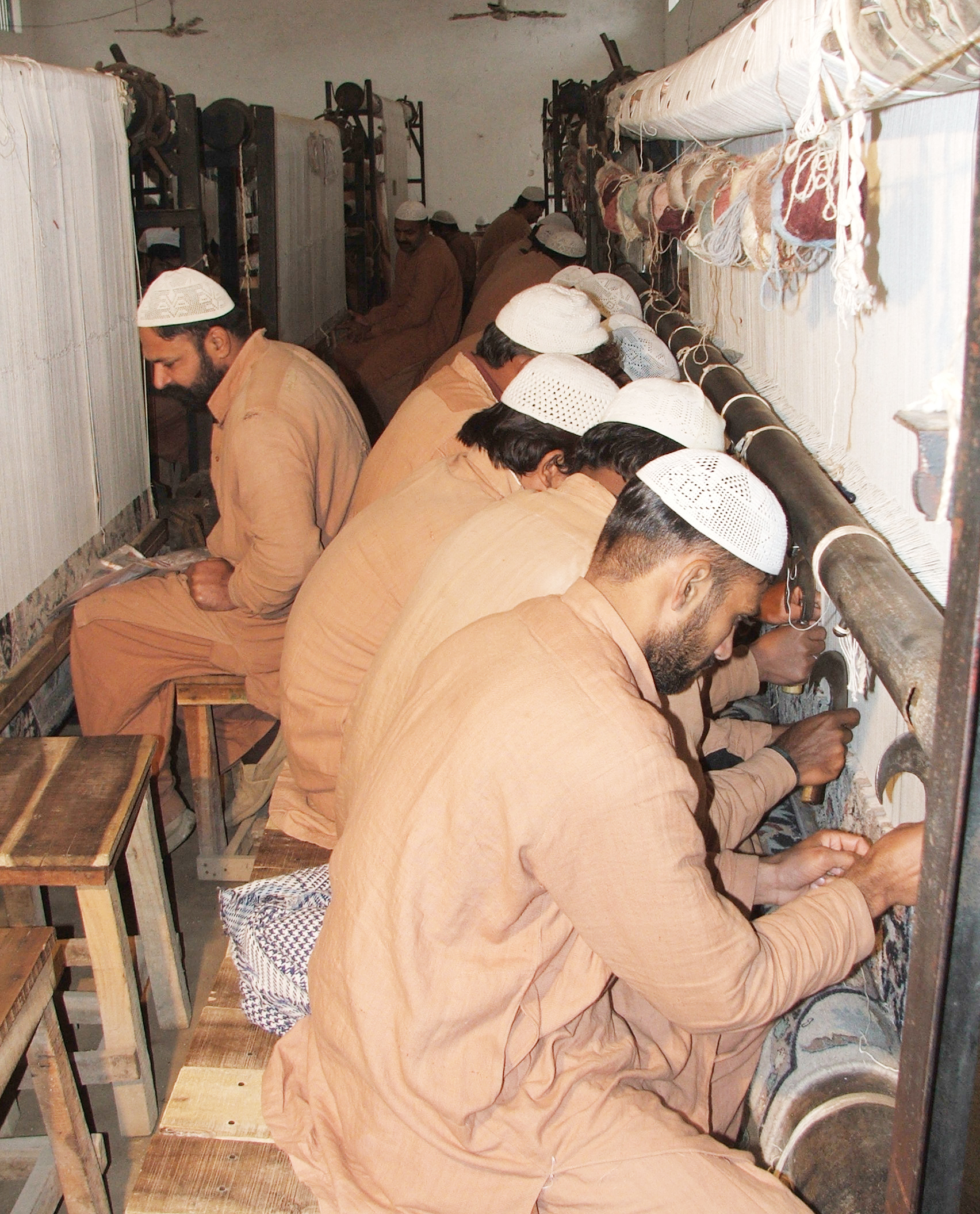
السجناء المحكومون مشغولون بحياكة السجاد ذي التصاميم الفارسية في صناعة السجاد بالسجن عام 2010
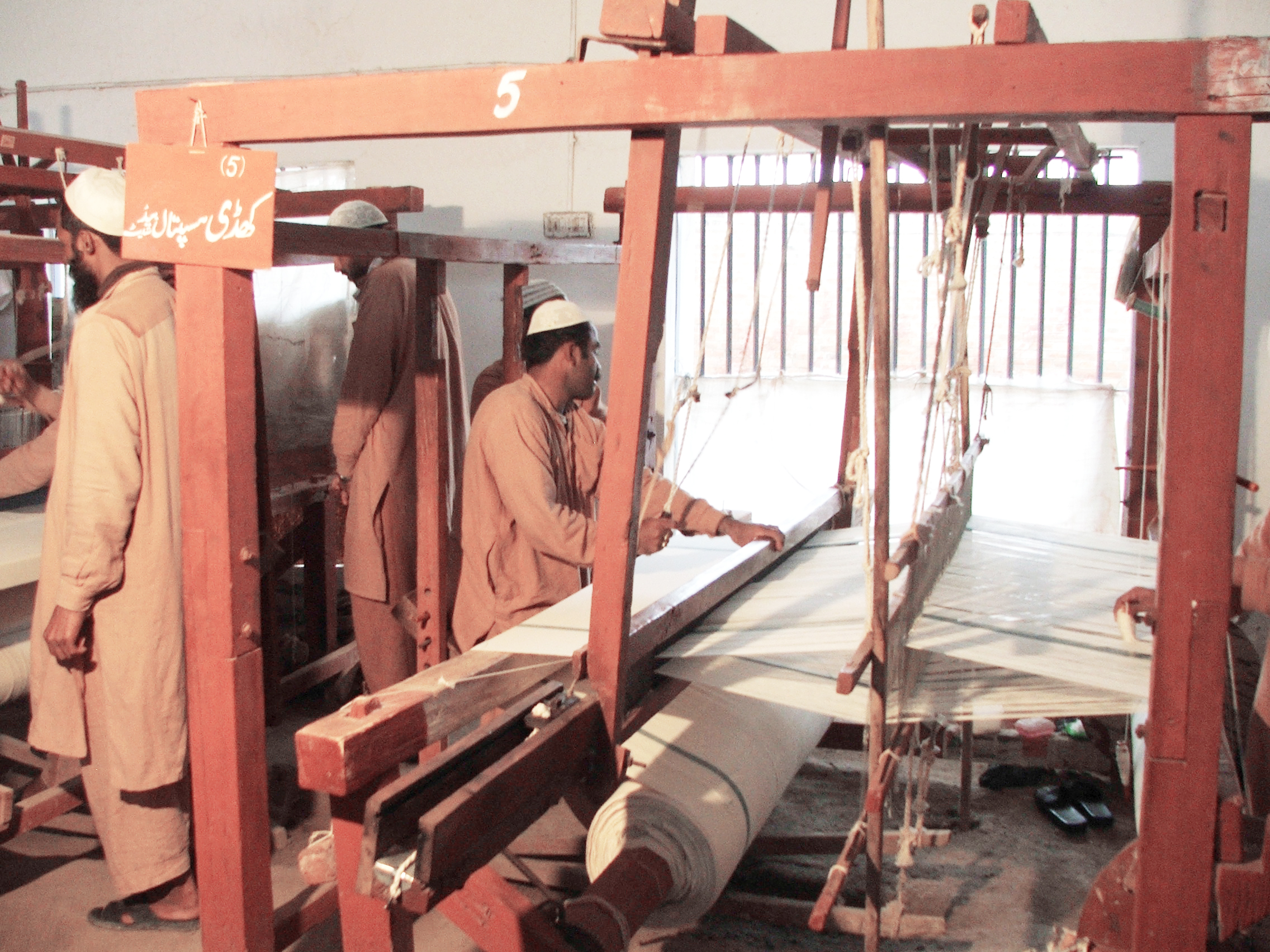
نساج سجين منشغل بنسج ملاءة سرير مستشفى على نول يدوي تقليدي في الورش الصناعية بالسجن، في عام 2010
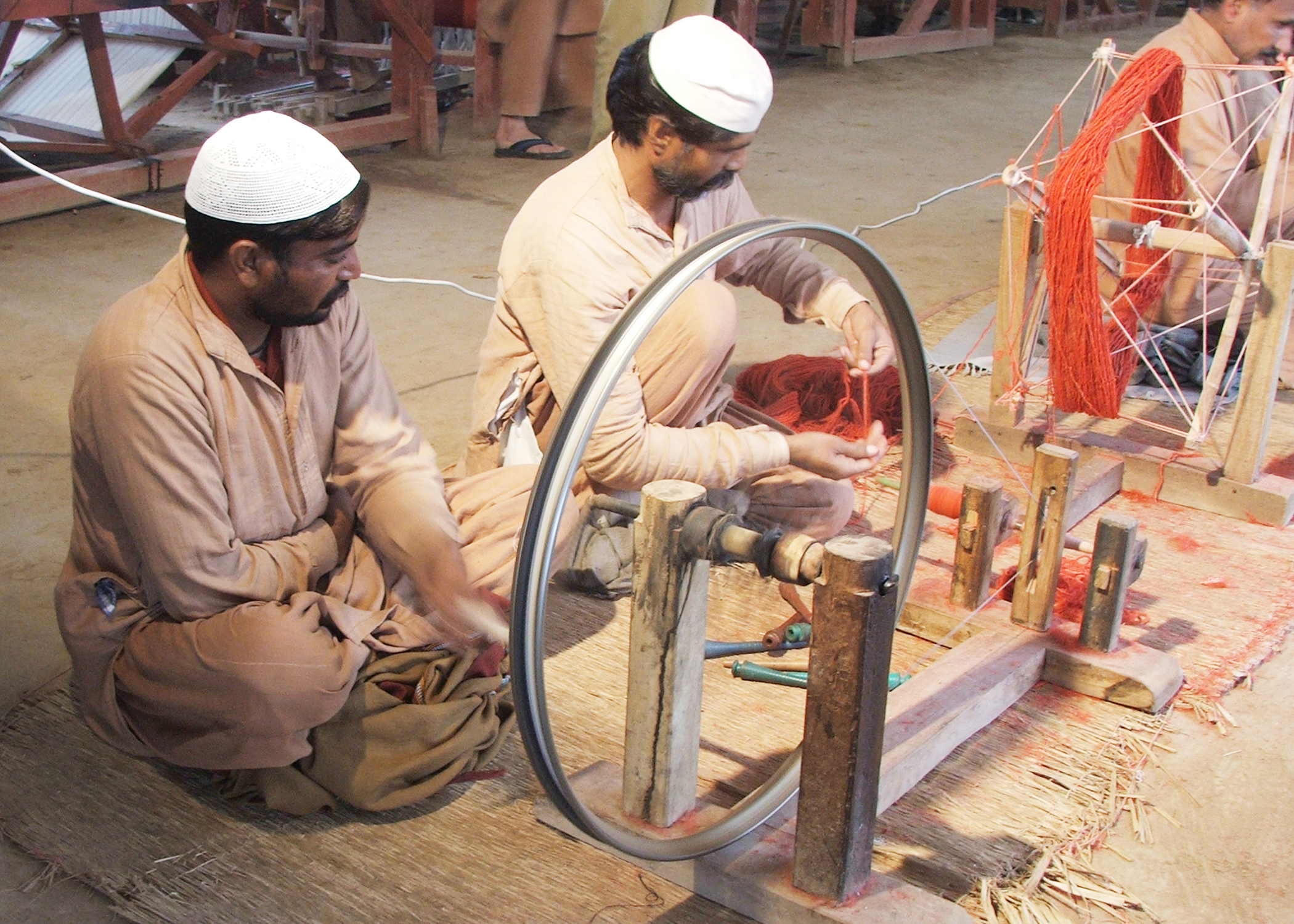
الأنشطة الإصلاحية في السجن المركزي في فيصل آباد، باكستان في عام 2010 - السجناء المدانون يعملون على آلة تشاركا اليدوية التقليدية